# 이폴리타 마리아 스포르차 (1493년–1501년)
이폴리타 마리아 스포르차(이탈리아어: Ippolita Maria Sforza, 1493년 1월 26일 - 1501년)는 잔 갈레아초 스포르차와 이사벨라 다라고나의 딸이다.
그녀는 1493년 신성 로마 제국 황제 막시밀리안 1세와 결혼한 비앙카 마리아 스포르차의 조카이기도 하다. 이폴리타의 이름은 그녀의 친할머니인 이폴리타 마리아 스포르차의 이름에서 붙여졌다.
그녀는 칼라브리아 공작 페르디난도 다라고나와 약혼을 했었다.
| 이폴리타 마리아 스포르차스포르차 가문출생: 1493년 1월 26일 사망: 1501년 |